# Kollinten

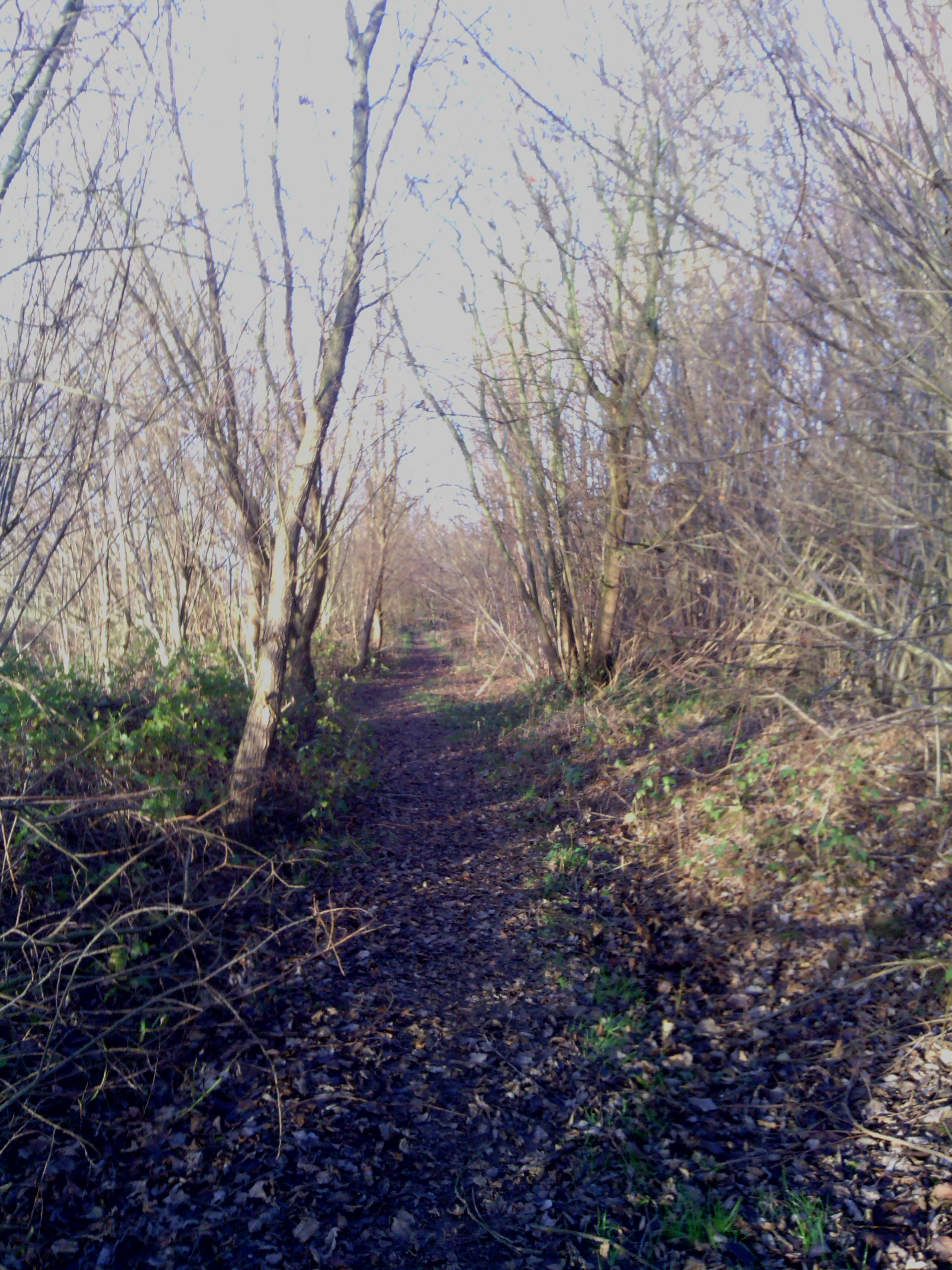
Een zeldzaam stuk droog pad in het Kollinten

Het Kollinten, ook het Kollintenbos genoemd, is een natuurgebied gelegen op een kleine kilometer ten westen van het dorpje Laar te Zemst. Het Kollinten is Europees beschermd als onderdeel van Natura 2000-gebied 'Bossen van het zuidoosten van de Zandleemstreek' (BE2300044).

## Geografie
Het is een langwerpig bos met enkele grasweiden eromheen, dat in tweeën gesneden wordt door de Laarbeek. Er bevindt zich ook een wandelroute van Natuurpunt doorheen het bos. Het Kollinten heeft zo'n 35 hectare bos en 7 hectare hooilanden. De Laarbeek stroomt naar het Kollinten als een beek van amper één meter breed, maar in het laaggelegen bos bereikt ze in lange, natte periodes soms een breedte van tientallen meters, als ze het bos verlaat lijkt het wel een flessenhals en is ze terug amper één meter breed.
Het Kollinten sluit aan op het Bos van Aa.

## Geschiedenis
Verschillende eeuwen geleden was heel dit deel van Zemst één groot bos en op een open plek (laer) ontstond het dorp Zemst-Laar. Op de Ferrariskaarten uit 1777 is te zien dat het Kollintenbos toen ook nog pakken groter dan vandaag was. Vanaf begin 19e eeuw werd en zeer veel bos gekapt omwille van o.a. de landbouw. De nattere stukken bleven gespaard omdat deze niet voor landbouw geschikt waren.

## Vegetatie
In het bos gedijen plantensoorten zoals de Bosanemoon, Slanke sleutelbloem en de Eenbes. Dit wijst er op dat de bosgrond er minstens 250 jaar oud is.

## Galerij

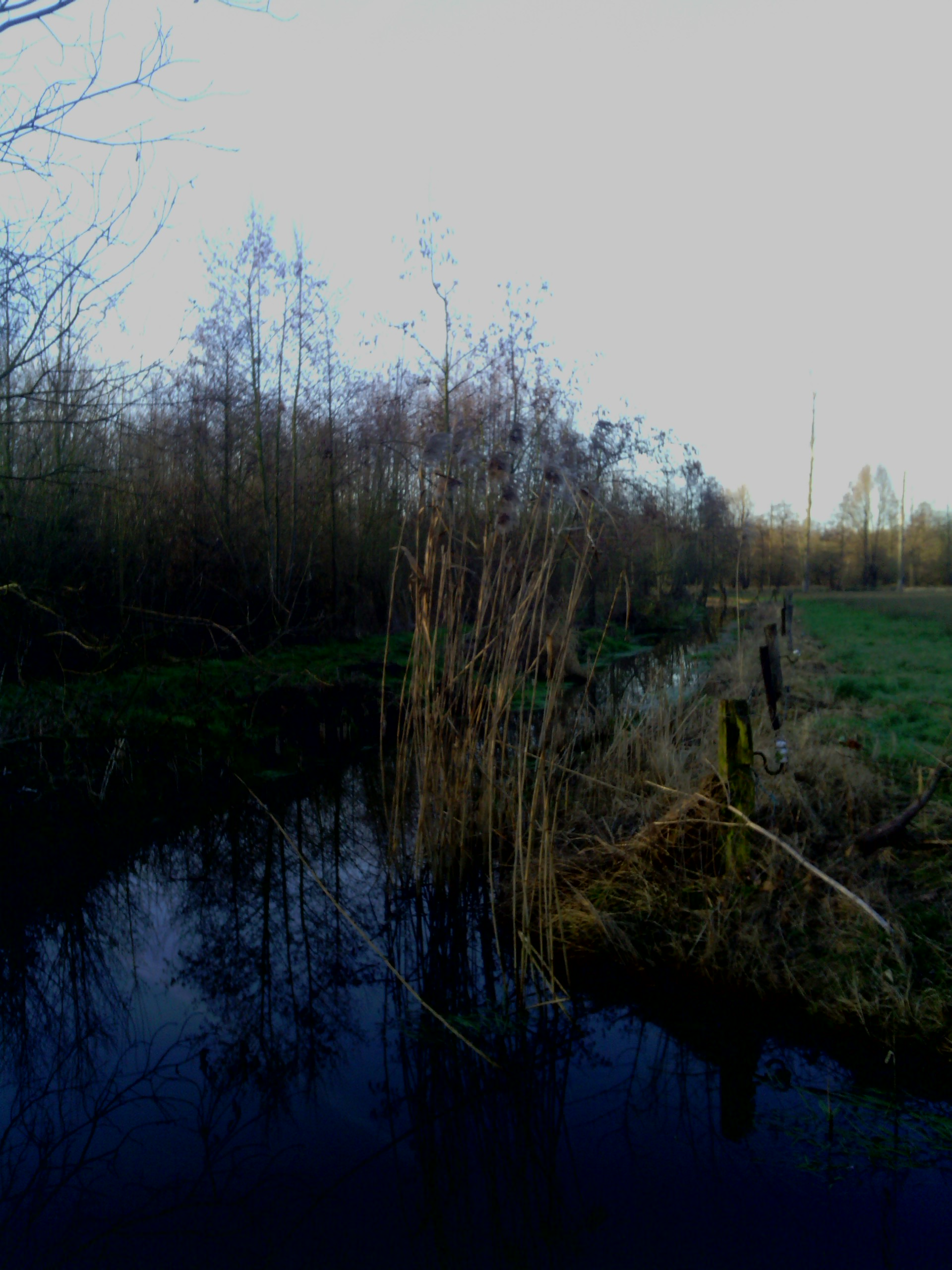
Een kronkel van de Laarbeek
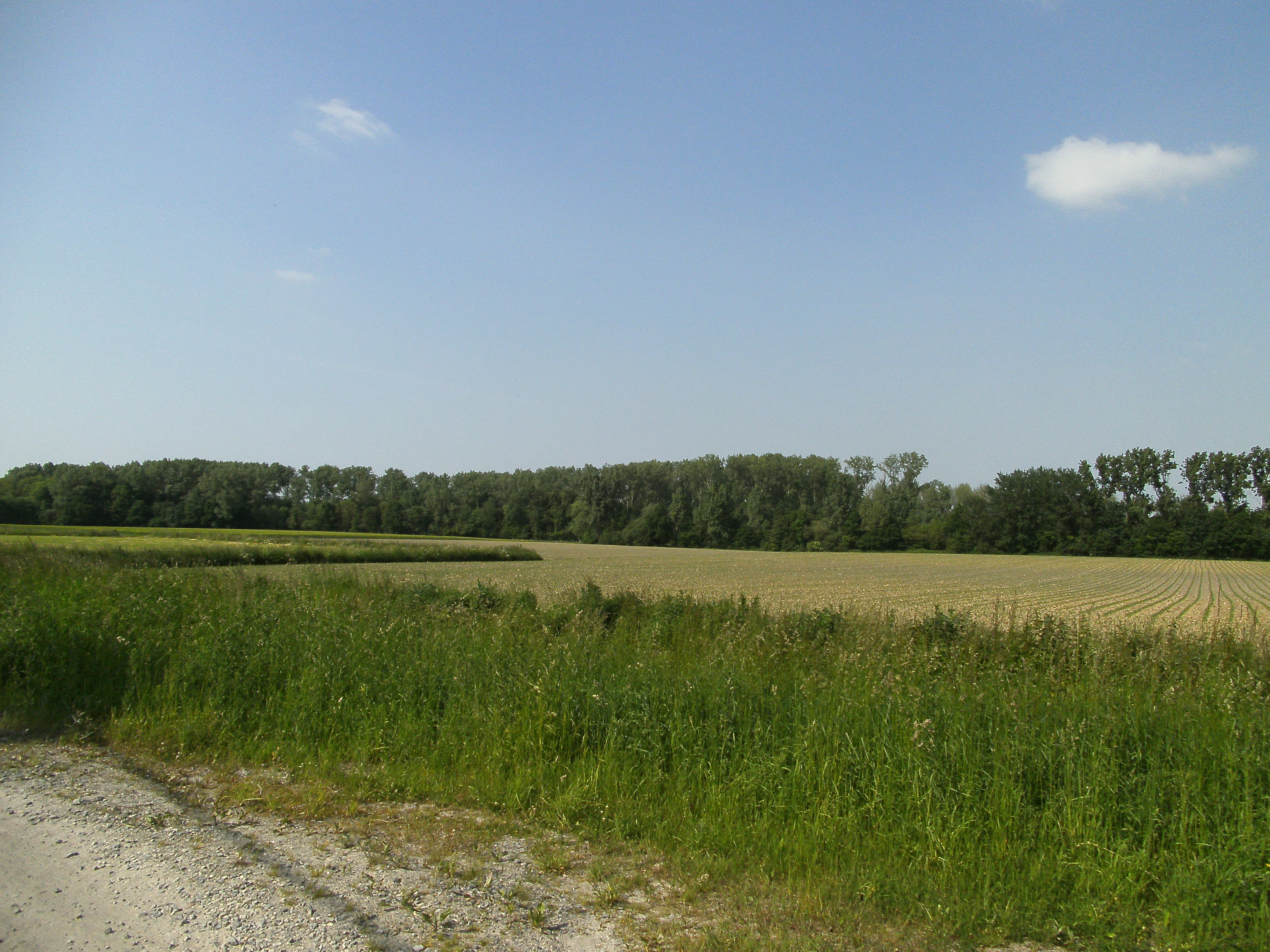
Zicht op de westkant van het Kollintenbos
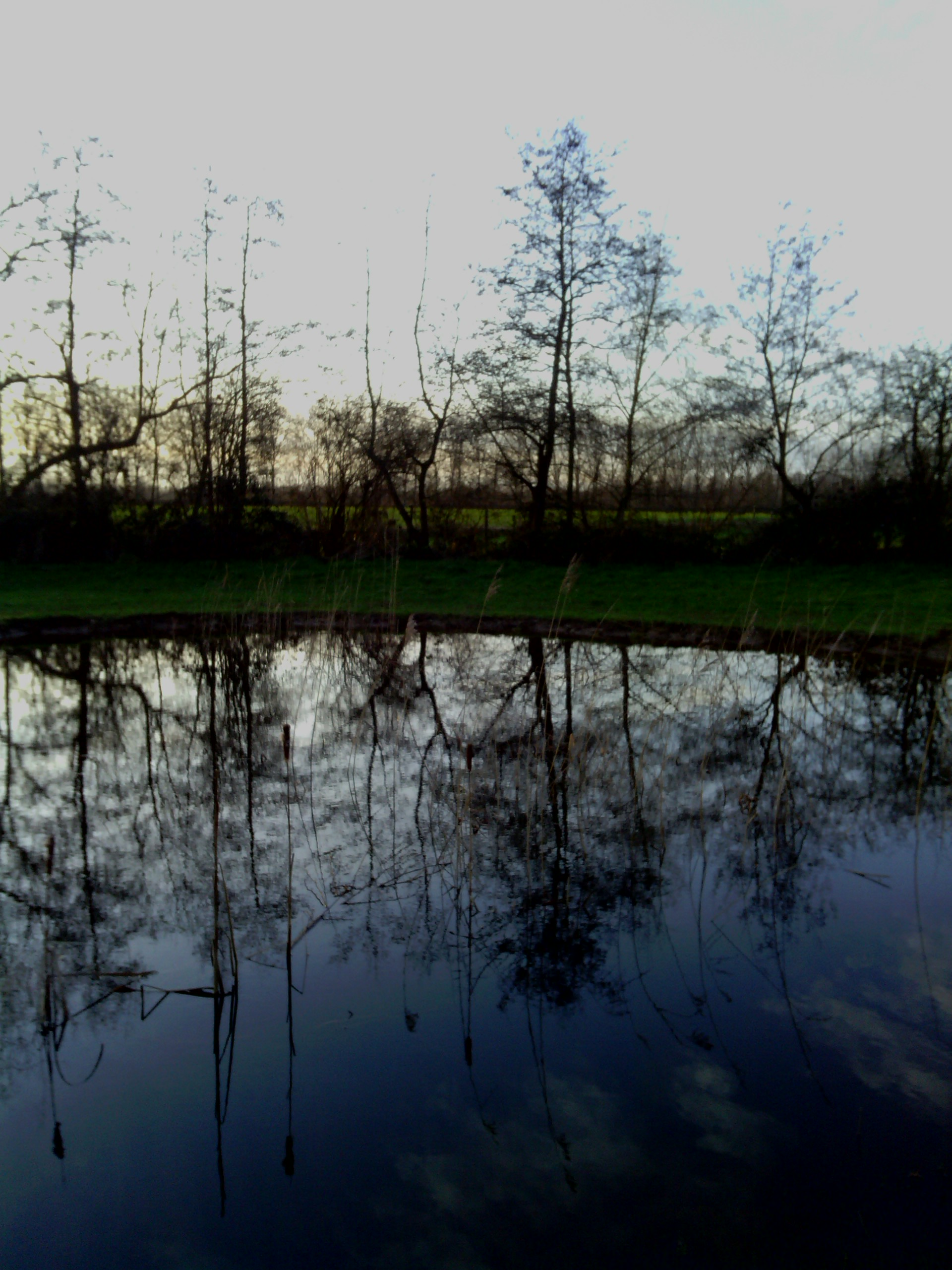
Een van de vele poelen, die allen een rijk amfibie- en insectenleven herbergen.